# 대역인간
《대역인간》은 1985년 3월 31일에 MBC TV에서 방영되었던 베스트셀러극장이다.

## 줄거리
교도소에서 출감한 왕초(김희라)는 선교회를 사칭, 신자들로부터 금품을 뜯는 가짜 교주 한성주(양택조)를 찾아가서, 성주 밑에서 간음, 강도, 암환자, 사기꾼 등으로 위장한 대역들을 관리하는 임무를 맡는다. 서울에서의 이들의 사기행각이 들통나자 이들은 지방으로 이동, 똑같은 방법으로 사기행각을 벌이는데 그 와중에 왕초는 성주의 잔인한 행동에 분노하여...

## 출연
- 양택조
- 김희라
- 김명희
- 추석양
- 맹상훈
- 국정환
- 나성균
- 김지숙
- 김화란
- 정성모
- 김기일
- 문회원
- 박상조
- 사상기
- 차윤회
- 문창근